# Rocky Point (Nova York)
Rocky Point és una concentració de població designada pel cens dels Estats Units a l'estat de Nova York. Segons el cens del 2000 tenia 10.185 habitants.

## Demografia
Segons el cens del 2000, Rocky Point tenia 10.185 habitants, 3.557 habitatges, i 2.593 famílies. La densitat de població era de 379,9 habitants per km².
Dels 3.557 habitatges en un 42,6% hi vivien nens de menys de 18 anys, en un 57% hi vivien parelles casades, en un 11% dones solteres, i en un 27,1% no eren unitats familiars. En el 21,1% dels habitatges hi vivien persones soles el 6,8% de les quals corresponia a persones de 65 anys o més que vivien soles. El nombre mitjà de persones vivint en cada habitatge era de 2,85 i el nombre mitjà de persones que vivien en cada família era de 3,32.
Per edats la població es repartia de la següent manera: un 30,3% tenia menys de 18 anys, un 6,2% entre 18 i 24, un 37,1% entre 25 i 44, un 18,3% de 45 a 60 i un 8,2% 65 anys o més.
L'edat mediana era de 33 anys. Per cada 100 dones de 18 o més anys hi havia 96,6 homes.
La renda mediana per habitatge era de 52.463 $ i la renda mediana per família de 60.423 $. Els homes tenien una renda mediana de 46.804 $ mentre que les dones 35.205 $. La renda per capita de la població era de 22.050 $. Entorn del 6,7% de les famílies i el 7,7% de la població estaven per davall del llindar de pobresa.